# Халина Миколайска
Халина Микола̀йска (на полски: Halina Mikołajska) е полска театрална актриса и режисьорка, деец на опозицията в Полската народна република, член на Комитета за защита на работниците, съпруга на писателя Мариан Брандис.

## Биография
Родена е на 22 март 1925 година в Краков. През 1947 година завършва Държавното драматично училище в родния си град.
Дебютира на сцената на Градския драматичен театър в Краков през 1946 година. Впоследствие за кратко играе на сцена в Драматичния театър във Вроцлав (1949 – 1950), след което се установява във Варшава. В столицата играе в Полския театър (1950 – 1954; 1982 – 1983), Театъра при дома на Полската войска (1955 – 1962), Националния театър (1962 – 1963; 1964 – 1966) и Съвременния театър (1963 – 1964; 1967 – 1980). В периода 1953 – 1962 година преподава в Държавното висше театрално училище във Варшава. Също така играе няколко малки роли в киното. През 1957 дебютира като театрална режисьорка с драмата на Витолд Гомбрович „Ивона, принцесата на Бургундия“.
През 70-те години се включва активно в действията на демократичната опозиция в страната. През 1975 година се подписва под „Писмо 59“, протестно отворено писмо на интелектуалци срещу подготвяите промени в конституцията. На следващата година става член на Комитета за защита на работниците. По време на военното положение в Полша (1981 – 1983) е интернирана.
Халина Миколайска умира на 21 юни 1989 година във Варшава.